# 875 هـ
875 هـ هي سنة في التقويم الهجري امتدت مقابلةً في التقويم الميلادي بين سنتي 1470 و1471.

## وفيات
- مصنفك